# Val de l'Aurence
Pour les articles homonymes, voir Aurence.
Le Val de l'Aurence est un quartier de Limoges (Haute-Vienne), également appelé L'Aurence ou ZUP de l'Aurence. C'est la seule ZUP et correspond à deux des neuf quartiers prioritaires de Limoges. Porte d'entrée ouest de la ville, dominant la vallée et la coulée verte de l'Aurence, le quartier est typique des grands ensembles et tours des années 1970. Le quartier de la ZUP est le  plus grand quartier de Limoges.

## Transports
Le quartier se situe à l'extrémité de la ligne 6 du trolleybus de Limoges. Il est bordé au sud par la route nationale 141 et est séparé du centre de la ville par la ceinture des boulevards extérieurs. Il est limité à l'ouest par le Parc de l'Aurence II.

## Historique
Le quartier a été décidé en 1961 et fut réalisé entre 1965 et 1973 ; son architecte principal est Clément Tambuté, auteur de la Cité des 4000 de La Courneuve. En cinq ans, 2 660 logements sont réalisés.
La ZUP de l'Aurence est un ensemble de trois zones qui sont caractérisées par des ensembles de cinq tours identiques de quinze étages.
Le premier bloc dit ZUP 1, se situe dans le quartier Masdoumier, zone de démarrage des travaux au bord de la RN 141. Il fut construit autour des cinq tours, des immeubles de cinq étages, un centre commercial avec supermarché et galerie marchande de petite taille, une école maternelle et primaire, un bâtiment d’accueil des jeunes travailleurs devenu le centre de SDIS de Limoges.
Le deuxième bloc dit ZUP 2, se situe dans le quartier Joliot Curie sur le site du Mas Jambost. Autour des cinq tours fut construit également une école primaire et maternelle, des immeubles de cinq étages et un immeuble imposant en forme de S suivant le tracé de la voie de circulation. Il se construit également une église, un lycée professionnel dit « le Mas Jambost » et un collège dit « De Calmette ». La zone est également équipé d'un centre commercial et commerces. Un parc dit « de l'Aurence » est également aménagé en conservant le pavillon du Mas Jambost.
Les deux blocs ZUP 1 et ZUP 2 étant séparés par la nationale 141, il fut construit un pont reliant les deux cités que les habitants appellent communément « la passerelle ».
Le troisième bloc dit ZUP 3 est le plus imposant et se situe sur le quartier Olivier de Serres sur le site de Corgnac. En plus des cinq tours, il fut construit une école maternelle et primaire Jean Le Bail, des bâtiments annexes, des bâtiments en forme de S rappelant celui de la ZUP 2, la résidence de la rose des vents avec une des tours culminant à R+17 étages, une zone de pavillons individuels, une maison de retraite, le centre administratif de la CPAM, une église, des immeubles en forme d'étoile et surtout le centre commercial hypermarché de Corgnac et galerie marchande avec, à l'époque, une grande esplanade aujourd'hui recouverte par une coupole. Au bord du centre commercial se trouve deux tours jumelles de R+18 étages baptisées « Les Gémeaux » et dominant la vallée de l'Aurence. Un parc fut également aménagé le long de l'Aurence avec des équipements sportifs, terrains de foot et rugby, court de tennis et gymnase. La ZUP 3 est la zone la plus vaste et appelée zup de Corgnac, ceci à l'origine. Toutefois, les générations suivantes ont interprété deux secteurs, la ZUP dit d'en haut celle de Corgnac, et la ZUP dit d'en bas celle de Masdoumier et Joliot Curie réunies.
En 2016, c'est l'inauguration de la salle Henri Normand ou évolue le Limoges Handball. Henri Normand, du nom du premier président du club. Avec plus de 1000 places dont 850  assises cet équipement doit permettre au LH87, monté dans le Championnat de France masculin de handball de deuxième division d'améliorer sa préparation, l'accueil des équipes. Pour la soirée inaugurale c'est le club de Dijon Métropole Handball entraîné par Jackson Richardson qui est venu affronter le Limoges Hand 87, la rencontre s'est terminée sur le score de 27 à 27.
En 2020, Situé à l’ouest de Limoges, l’important quartier du Val de l’Aurence Sud va bénéficier de grands travaux d’amélioration,. De la fin de cette année jusqu’en 2030, l’ensemble des actions va concerner l’espace public (avec de nouvelles places, parkings, aires de jeux…), les espaces verts (quinze parcs seront aménagés), la restructuration des écoles, et le développement des services et des commerces de proximité. Sans oublier les transports urbains. L’aménagement de la RD 941 en boulevard urbain et la reconfiguration du Carrefour d’Oradour-sur-Glane seront parmi les premiers chantiers menés au Val de l'Aurence.
Dans les années 2020, le quartier est le théâtre de flambées de violences. Le quartier est « connu » pour des trafics de stupéfiants. Émile Roger Lombertie, maire de Limoges, décrit le Val de l'Aurence comme un « quartier de grande pauvreté avec des jeunes issus d’immigration » devenu « une zone de non-droit ». En juillet 2025, le quartier est secoué par une série de violences entre émeutiers et forces de l’ordre,.